# Hoàng Cầm (tướng)
Hoàng Cầm (1920-2013) là một tướng lĩnh quân sự cao cấp, quân hàm thượng tướng Quân đội nhân dân Việt Nam. Nguyên Tổng Thanh tra Quân đội, Phó Tư lệnh, Tham mưu trưởng Quân Giải phóng miền Nam Việt Nam, Phó Chủ tịch Ủy ban Quân quản Sài Gòn - Gia Định, Tư lệnh Quân đoàn 4. Huân chương Hồ Chí Minh.

## Thuở thiếu thời cho đến Cách mạng Tháng Tám
Ông tên thật là Đỗ Văn Cầm, sinh ngày 30 tháng 4 năm 1920 trong một gia đình nông dân nghèo, quê Cao Sơn, Ứng Hòa, tỉnh Hà Tây (nay thuộc Hà Nội). Cha ông là cụ Đỗ Văn Trang (1879-1932) và mẹ ông là cụ bà Vũ Thị Tởn (1878-1923). Ông sớm mồ côi cả cha lẫn mẹ từ năm 12 tuổi, sau đó phải lưu lạc để kiếm sống từ quê nhà lên Hà Nội. Năm 21 tuổi, ông đi lính khố xanh cho chính quyền thuộc địa Pháp để kiếm sống và tham gia quân đồn trú ở Lai Châu. Sau 2 năm thì được chuyển về Hà Nội và ông đào ngũ, nhờ đó thoát nạn trong vụ đảo chính của Nhật vào ngày 9 tháng 3 năm 1945.

## Chiến tranh Đông Dương lần 1 (1945-1954)
Được sự vận động của cán bộ Việt Minh, tháng 7 năm 1945 ông tham gia Đoàn Thanh niên Cứu quốc Hà Nội. Khi Cách mạng tháng Tám nổ ra, ông tham gia Cứu quốc quân Hà Nội và lấy tên mới là Hoàng Cầm theo phong trào đổi tên mới để bước vào cuộc đời mới bấy giờ. Theo bài trả lời phỏng vấn của nhà báo Phan Hoàng (tạp chí Kiến thức ngày nay) thì do không đi học và mù chữ, ông chỉ dự định "tham gia quân đội một thời gian rồi quay về quê kiếm vốn buôn bán làm ăn".
Từ tháng 10 năm 1945 đến tháng 11 năm 1946, ông lần lượt là Tiểu đội trưởng; Trung đội phó, Trung đội trưởng, Đại đội phó thuộc Trung đoàn 97. Từ tháng 12 năm 1946 đến tháng 2 năm 1947, ông là Đại đội trưởng kiêm Chính trị viên Đại đội 120 Sơn La. Theo phong trào xóa mù chữ và yêu cầu bắt buộc đối với cấp chỉ huy, ông bắt đầu tham gia lớp học bình dân học vụ.
Tháng 2 năm 1947, ông được kết nạp vào Đảng Cộng sản Đông Dương.
Từ tháng 3 năm 1947 đến năm 1949, ông là Chính trị viên Đại đội 590, Tiểu đoàn 18, Biên giới Lào – Việt; Đại đội trưởng Đại đội 250, Trung đoàn 97;
Năm 1949, ông được điều về Trung đoàn 209 (còn có tên Trung đoàn Sông Lô, một trong những trung đoàn Chủ lực đầu tiên của Quân đội nhân dân Việt Nam), làm Tiểu đoàn phó Tiểu đoàn 90 Xây dựng cơ sở ở Đà Bắc; Tiểu đoàn phó, Tiểu đoàn trưởng Tiểu đoàn 130, Trung đoàn 209, Đại đoàn 312; tham gia trận đánh Đông Khê trong Chiến dịch Biên giới 1950.
Trong trận Điện Biên Phủ 1954, ông là trung đoàn trưởng Trung đoàn 209, Đại đoàn 312 chỉ huy đánh chiếm sở chỉ huy cứ điểm Điện Biên Phủ.

## Chiến tranh Đông Dương lần 2 (1954-1975)
Sau trận Điện Biên Phủ, tháng 9 năm 1954 ông được đề bạt giữ chức Đại đoàn phó kiêm Tham mưu trưởng Đại đoàn 312. Cuối năm 1954, ông được cử giữ chức Đại đoàn trưởng kiêm Chính ủy thay cho ông Lê Trọng Tấn và Trần Độ.
Sau 1954, Đại đoàn 312 được cải tổ phiên chế thành Sư đoàn 312 và ông trở thành Sư đoàn trưởng. Tháng 8 năm 1958, ông được phong quân hàm Thượng tá trong đợt phong quân hàm chính quy đầu tiên. Tháng 11 năm 1960, ông được thăng quân hàm Đại tá. Trong thời gian này ông là Học viên Học viện quân sự Bắc Kinh.
Năm 1964, ông được cử vào Nam, nhận chức vụ Sư đoàn trưởng Sư đoàn 9, sư đoàn chủ lực của Quân Giải phóng. Sau đó, ông lần lượt giữ chức Phái viên Tác chiến Bộ chỉ huy quân sự Miền; Phó tư lệnh kiêm Tham mưu trưởng Quân Giải phóng miền Nam, dưới quyền Trung tướng Tư lệnh Trần Văn Trà. Ông làm chỉ huy ở bộ tư lệnh Miền suốt thời gian lực lượng bộ đội chủ lực Miền đóng ở Nam bộ, rồi Campuchia, tham gia chiến dịch Nguyễn Huệ năm 1972, giữ chức Tư lệnh trong một số chiến dịch ở miền Đông Nam Bộ.
Từ tháng 9 năm 1972 đến tháng 12 năm 1974, ông là Chỉ huy phó Bộ chỉ huy quân sự Miền phụ trách Chỉ huy trưởng Đoàn 301 tại chiến trường Nam Bộ và cực Nam Trung Bộ (B2).
Ngày 20 tháng 7 năm 1974, Quân đoàn 4 (còn gọi là Binh đoàn Cửu Long) được thành lập trên cơ sở của Đoàn 301, ông được cử làm Tư lệnh đầu tiên.
Trong chiến dịch Hồ Chí Minh, ông là Tư lệnh Quân đoàn 4, chỉ huy Quân đoàn đánh vào Xuân Lộc, khai thông con đường phía đông cho Quân đoàn 2 tiến vào, chịu trách nhiệm tiếp quản Dinh Độc Lập cùng nội các Tổng thống Dương Văn Minh của Việt Nam Cộng Hòa. Sau khi Ủy ban quân quản Sài Gòn được thành lập, ông được cử làm Phó chủ tịch Ủy ban quân quản,

## Giai đoạn sau năm 1975
Tháng 3 năm 1977 ông là Tư lệnh kiêm Chính ủy Quân đoàn 4 đến tháng 1 năm 1981.
Năm 1978, chiến tranh biên giới Tây Nam nổ ra, ông được cử làm chỉ huy lực lượng Quân đoàn 4 tấn công vào hoàng cung Campuchia tiêu diệt chế độ Khơme đỏ.
Từ tháng 2 năm 1981 đến tháng 3 năm 1982 là Phó Tư lệnh Bộ đội Việt Nam tại Campuchia; từ tháng 4 năm 1982 đến tháng 8 năm 1987 là Tư lệnh Quân khu 4.
Tháng 9 năm 1987, ông được bổ nhiệm làm Tổng Thanh tra Quân đội (nay là Chánh Thanh tra Bộ Quốc phòng) và giữ chức này đến khi nghỉ hưu tháng 11 năm 1992.
Trong Đảng Cộng sản Việt Nam, Ông là Ủy viên Ban Chấp hành Trung ương Đảng Cộng sản Việt Nam các khóa IV - VI; Đại biểu Quốc hội khóa VII.

## Đời tư
- Ông lập gia đình với bà Thành Kiều Vượng năm 1955 và có với nhau 5 người con.
- Ông đã từ trần hồi 14 giờ 30 phút ngày 19/8/2013, tại Bệnh viện quân y 175, thành phố Hồ Chí Minh, hưởng thọ 93 tuổi. Ông được an táng tại Nghĩa trang Thành phố Hồ Chí Minh.

## Lịch sử thụ phong quân hàm
- Thiếu tướng năm 1974
- Trung tướng năm 1982
- Thượng tướng năm 1984
- (1982-1986): Trung tướng, Tư lệnh Quân khu 4.
- (1987-1992): Thượng tướng, Tổng thanh tra quân đội.

## Khen thưởng
Ông được Nhà nước Việt Nam tặng thưởng nhiều huân chương cao quý:
- Danh hiệu Anh hùng lực lượng vũ trang nhân dân (truy tặng 2022).[4]
- Huân chương Hồ Chí Minh.
- Huân chương Quân công hạng Nhất.
- 3 Huân chương Quân công hạng Ba.
- Huân chương Chiến công hạng Nhì.
- Huân chương Chiến thắng hạng Nhất.
- Huân chương Kháng chiến hạng Nhất.
- Huy chương Quân kỳ quyết thắng.
- Huân chương Chiến sĩ vẻ vang hạng Nhất, Nhì, Ba.
- Huy hiệu 65 năm tuổi Đảng cùng nhiều phần thưởng cao quý khác.

## Vinh danh
Hiện nay, tên của ông được đặt tên cho tuyến quốc lộ 1K ở Thành phố Hồ Chí Minh, nối từ ngã tư Linh Xuân đến giáp ranh tỉnh Bình Dương, thuộc địa bàn thành phố Thủ Đức.